# Пионер Беларуси
Пионер Беларуси (бел. Піянер Беларусі) ― массовая еженедельная детская газета на белорусском языке, орган ЦК ЛКСМБ и Республиканского совета пионерской организации имени В. И. Ленина.

## История издания
10―15 августа 1929 года в Минске состоялся I Всебелорусский слёт пионеров, на котором было объявлено о создании белорусской пионерской газеты. 4 октября вышел первый номер газеты «Пионер Беларуси» на белорусском языке. В 1980-х гг. её тираж составлял 60 тысяч экземпляров.
С декабря 1924 года до октября 1929 года в Минске выходил журнал «Белорусский пионер», с конца 1929 года он стал называться «Искры Ильича», а с 1945 года ― «Бярозка». В январе 1945 года в Минске вышла русскоязычная газета «Пионер Белоруссии» (с марта выходила под названием «Зорька»).
Газета «Пионер Беларуси» ввиду ликвидации пионерской организации с 1993 года стала называться «Раніца».
В 2010 году ряд оппозиционных СМИ распространили информацию о закрытии газеты «Раніца». Однако с октября 2010 года по декабрь 2022 года газета продолжала выходить ежемесячно в качестве приложения к газете «Переходный возраст». С января 2023 года в связи с прекращением выхода газеты «Переходный возраст», также прекратила выпуск.

## Газетные материалы и начинания

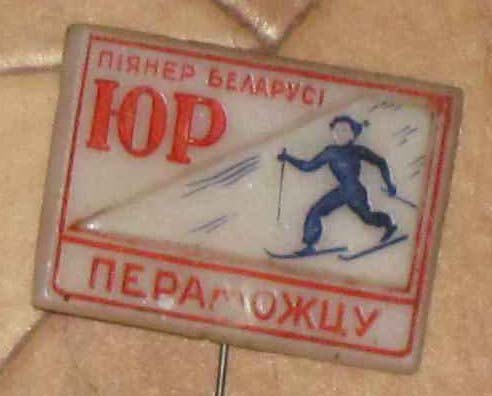
Наградной значок газеты «Пионер Беларуси»

Газета писала о пионерской жизни, учёбе и общественной жизни школьников. Она охватывала широкую сеть юнкоров, присылавших материалы из разных уголков республики.
Начинания газеты подхватывались пионерскими организациями. Так, по материалам «Пионера Беларуси» в 1933 году началось заочное путешествие школьников по заводам и фабрикам первой пятилетки в СССР. В 1935 году 10 июля во всех пионерских лагерях республики зажглись костры в честь получения Белоруссией ордена Ленина. Газета опубликовала маршруты по местам боевой славы, знакомства с историческими памятниками, промышленными предприятиями Белоруссии. В апреле 1946 года в газете выступили пионеры 37-й минской школы с призывом написать общую книгу о белорусских детях в Великой Отечественной войне. Редакция обстоятельно рассказала как собирать материалы, о чём именно писать. Сотрудники газеты выезжали в районы, помогали юным авторам. В результате в 1948 году вышла, ставшая впоследствии известной, книга ― «Никогда не забудем. Рассказы белорусских детей о днях Великой Отечественной войны», собравшая более 400 рассказов.
В 1937 году газета посвятила два номера борисовскому школьнику, последователю Павлика Морозова, заявившему в милицию на своего отца-кожевника. Школьника наградили путёвкой в Артек, а отца отправили в тюрьму.
В газете работали и сотрудничали с ней многие белорусские писатели: Янка Мавр, Михась Заремба, Степан Лиходиевский, Валерий Моряков, Иван Муровейко, Сергей Граховский, Анатоль Сербантович, Сымон Блатун, Юрась Свирка, Микола Аврамчик, Василь Зуёнок, Алесь Бадак. Публиковались рисунки А. Ахола-Вало.

## Проекты
С целью продвижения газеты «Раніца» в 2011 году был начат новый проект — конкурс юных вокалистов «Звонкая раніца», который со второго сезона приобрел самостоятельность.